# Gąska selerowa
Gąska selerowa (Tricholoma apium Jul. Schäff.) – gatunek grzybów należący do rzędu pieczarkowców (Agaricales).

## Systematyka i nazewnictwo
Pozycja w klasyfikacji według Index Fungorum: Tricholoma, Tricholomataceae, Agaricales, Agaricomycetidae, Agaricomycetes, Agaricomycotina, Basidiomycota, Fungi.
Po raz pierwszy zdiagnozował go Julius Schäffer w 1925 r. Synonimy:
- Tricholoma apium var. helviodor (Pilát & Svrček) M.M. Moser 1978
- Tricholoma helviodor Pilát & Svrček 1946

Nazwę polską zaproponował Władysław Wojewoda w 2003 r.

## Morfologia
Kapelusz
O średnicy 4–8 cm, początkowo łukowaty, potem płaski, pofałdowany, zawsze z podwiniętym brzegiem. Powierzchnia sucha, matowa, delikatnie pilśniowata, miejscami popękana, początkowo biaława, potem coraz ciemniejsza; o barwie od ochrowobrązowej do oliwkowobrązowej, czasami także żółtozielonkawa, na środku nieco ciemniejsza.
Blaszki
Wąskie, przyrośnięte z ząbkiem lub nieco zbiegające przyrośnięte, początkowo kremowobiałe, potem żółtawobiałe.
Trzon
Wysokość 4–6 cm, szerokość 1–2 cm, twardy, walcowaty ze spiczastą podstawą, pełny. Powierzchnia sucha, biaława, w górnej części nieco łuskowata, przy podstawie ochrowożółtawa lub ochrowobrązowa. Uszkodzony żółknie.
Miąższ
W środku gruby i mięsisty, o barwie od białej do brudnobiałej, po uszkodzeniu żółknie. Smak delikatny, nieco korzenny, zapach nieco selerowy lub podobny do smaku mleczaja selerowego.

## Występowanie i siedlisko
Znane jest występowanie gąski karbowanej w Ameryce Północnej, i Europie. Władysław Wojewoda w zestawieniu wielkoowocnikowych grzybów podstawkowych Polski przytacza tylko jedno stanowisko z uwagą, że rozmieszczenie tego gatunku i stopień zagrożenia nie są znane. Liczne i bardziej aktualne stanowiska podaje internetowy atlas grzybów. Znajduje się w nim na liście gatunków rzadkich i wartych objęcia ochroną.
Grzyb mykoryzowy. W Europie tworzy mykoryzę z sosną zwyczajną, w Ameryce Północnej z różnymi drzewami iglastymi. W Europie występuje głównie w suchych, często zdominowanymi przez porosty piaszczystych lasach sosnowych o cienkiej glebie, na osadach wodnolodowcowych, m.in. na równinach zalewowych wzdłuż większych rzek i na ozach utworzonych z rzek polodowcowych. Spotykany jest również na przybrzeżnych wydmach porośniętych sosnami. W południowej Skandynawii występuje również w wapiennych lasach sosnowych bez osadów piaskowych (ale na glebach mineralnych z niewielką ilością próchnicy). Występowaniu tego gatunku sprzyjają małe ścieżki i otwory w warstwie próchnicy, a także prawdopodobnie mało intensywne pożary lasów z rozproszonymi, zachowanymi sosnami. Gatunek ten jest prawie ograniczony do starodrzewu i prawie nie występuje w młodszych, jednowiekowych lasach zrębowych.